# Goson Sakai
Goson Sakai (酒井 高聖 Sakai Goson?), född 20 mars 1996 i Niigata prefektur, är en japansk fotbollsspelare.
Sakai började sin karriär 2014 i Albirex Niigata. 2016 blev han utlånad till Fukushima United FC. Han gick tillbaka till Albirex Niigata 2017.